# Domestique des Scholes
La fonction de domestique des Scholes (en grec δομέστικος τῶν σχολῶν, domestikos tōn scholōn) est une fonction militaire élevée dans l'Empire byzantin, du VIIIe au début du  XIVe siècle. À l'origine simples commandants des Scholai, la plus élevée des tagmata d'élite, ces domestiques gagnent rapidement en importance : au milieu du IXe siècle, ils deviennent les commandants en chef de l'armée byzantine, juste après l'empereur. La fonction est toutefois éclipsée au XIIe siècle par celle de grand domestique, et, à la période des Paléologues, elle est réduite à une dignité de cour purement honoriphique de rang intermédiaire.

## Histoire
Le premier détenteur de la charge apparaît dans les sources (la Chronique de Théophane le Confesseur) à l'année 767, peu après la création des tagmata. Ces dernières sont des régiments de cavalerie d'élite basés dans ou à proximité de la capitale, Constantinople, commandés par des officiers portant le titre de domestikos, et distincts des armées thématiques, dirigées par des stratēgoi. Les Scholes, la plus élevée des tagmata, trouvent leur origine dans les Scholæ palatinæ fondées par Constantin le Grand (r. 306–337) et placées à l'origine sous l'autorité du magister officiorum. L'historien John Bagnell Bury a mis en évidence une référence à un certain Anianos, « domestique du magister » dans le Chronicon Paschale à l'année 624, qu'il considère comme le prédécesseur du domestique des Scholes. Alors que le magister officiorum se voit progressivement privé de certaines de ses attributions aux VIIe et VIIIe siècles, la fonction de domestique gagne visiblement en indépendance,,. Le Kletorologion de 899 énumère ses postes subalternes : son second le topotērētēs (τοποτηρητής), son secrétaire le chartoularios (χαρτουλάριος), son messager principal le proximos (πρόξιμος) et ses autres messagers les mandatores (μανδάτορες), ainsi que les autres charges moins élevées du régiment,.

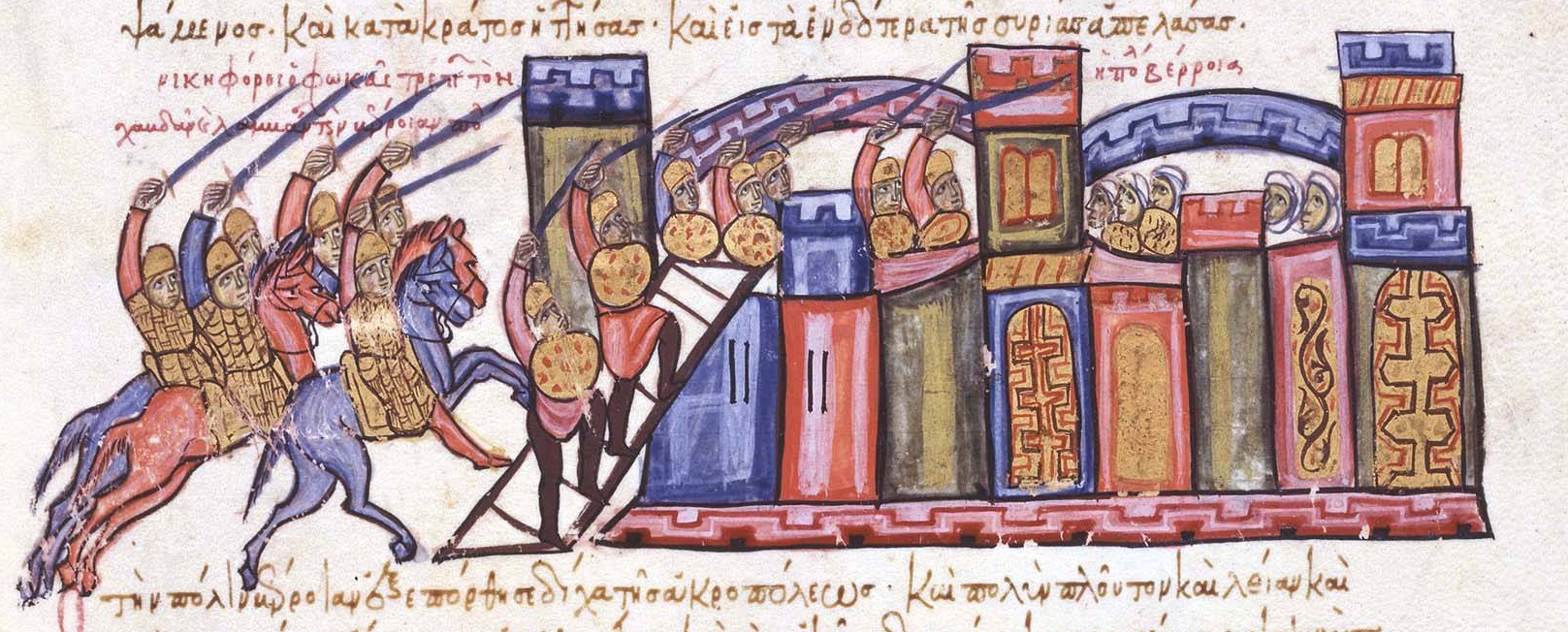
Les troupes du domestique des Scholes Nicéphore Phocas assiégeant Alep en 962, Skylitzès de Madrid, XIIe siècle.

Au IXe siècle, le domesticat (δομεστικάτον, domestikaton) des Scholes gagne en importance, son détenteur étant souvent désigné à la tête de l'armée en l'absence de l'empereur. Ce remplacement n'est toutefois pas encore systématique : il dépend plutôt des aptitudes du domestique concerné, et il arrive que des généraux de rang inférieur remplissent ce rôle. Le domestique des Scholes atteint néanmoins une telle importance que les sources décrivent fréquemment la fonction comme « le domestique » sans autre qualification, et sa puissance et son influence font qu'elle est souvent occupée par des personnes proches de l'empereur. À partir du règne de Michel III (r. 842–867), le domestique se range dans la hiérarchie impériale au-dessus de tous les commandants militaires, à l'exception du stratēgos du thème des Anatoliques. Dans les faits, il le surpasse rapidement, comme le montre le fait que des chefs militaires comme Nicéphore Phocas et Jean Tzimiskès ont été promus de stratège des Anatoliques à domestique,.
Sous Romain II (r. 959–963), la fonction est scindée entre « domestique d'Occident » (δομέστικος τῆς δύσεως, domestikos tēs dyseōs) et « domestique d'Orient » (δομέστικος τῆς ἀνατολῆς, domestikos tēs anatolēs) pour les opérations en Europe et en Asie,,. La cérémonie d'entrée en fonction du domestique est décrite dans le De ceremoniis (II.3),, ainsi que ses devoirs et son rôle lors des cérémonies de cour.
À quelques exceptions près, comme avec Jean Kourkouas qui l'occupe pendant 22 ans, ou lors des périodes d'instabilité, la fonction est renouvelée tous les 3 ou 4 ans. Au Xe siècle, le domesticat des Scholes est dominé par les membres de la famille Phocas, dont sont issus 6 domestiques des Scholes. Leur tentative de monopoliser la fonction conduit plusieurs empereurs, inquiets du pouvoir de l'aristocratie militaire, à confier cette charge potentiellement trop puissante à des non-militaires, y compris – en particulier durant la première moitié du XIe siècle, avant que l'aristocratie militaire ne réaffirme son autorité – à des eunuques,, bien que ce ne soit en théorie pas permis au vu de l'existence de la fonction parallèle de stratopedarchēs,.

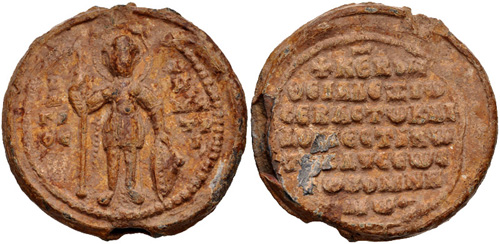
Sceau en plomb du « grand domestique d'Occident » Alexis Comnène.

Aux Xe et XIe siècles, la variante « grand domestique » (μέγας δομέστικος, mégas doméstikos) apparaît par endroits, utilisée en parallèle avec d'autres variantes comme « grand domestique des Scholes » ou « grand domestique d'Orient/Occident », pour la même personne. Le byzantiniste Rodolphe Guilland considère la plupart de ces références précoces soit comme un anachronisme des auteurs du XIIe siècle, soit comme des cas où megas est employé comme préfixe honorifique, comme pour d'autres fonctions élevées à cette période, comme le drongaire de la garde ou le domestique des Excubites. Guilland avance cependant qu'à partir d'Alexis Ier Comnène (r. 1081–1118), la fonction de « grand domestique » devient distincte, supérieure à celle de « domestique des Scholes », et dans les faits le nouveau commandant en chef de l'armée derrière l'empereur. L'usage des titres n'est toutefois pas cohérent, et la division entre Orient et Occident semble parfois s'appliquer également au grand domesticat au XIIe siècle, provoquant ainsi une certaine confusion quant à la nature de la fonction et à sa relation avec celle de domestique des Scholes. Mais au XIIIe siècle, les deux fonctions deviennent clairement distinctes : le grand domestique est le commandant en chef et une des plus hautes fonctions de l'État, alors que le domestique des Scholes est relégué au rang d'une simple dignité sans devoirs, accordée à des gouverneurs provinciaux et à d'autres officiels de rang intermédiaire,. Selon le De officiis du pseudo-Kodinos (milieu du XIVe siècle), le domestique des Scholes, qui exerçait autrefois des fonctions similaires à celle du grand domestique, n'en exerce plus aucune.
Dans le même ouvrage, le domestique des Scholes occupe la 31e place dans la hiérarchie impériale, entre le mystikos et le grand drongaire de la flotte. Toujours selon le même ouvrage, sa tenue de cour est constituée d'un couvre-chef brodé d'or (skiadion), d'un kabbadion (en) de soie, et d'un bâton dikanikion d'argent avec un nœud au-dessus et un autre au milieu. Pour les cérémonies et les festivités, il porte la coiffe skaranikon de soie jaune brodée d'or, avec un portrait de l'empereur sur son trône à l'avant et un autre de l'empereur à cheval à l'arrière,.

## Titulaires
Note : la liste ne reprend pas les personnages uniquement connus par leur sceau ou non-identifiés.
| Nom                      | Mandat                        | Nommé par                                        | Notes | Refs   |
| ------------------------ | ----------------------------- | ------------------------------------------------ | --- | ------ |
| Antoine                  | c. 767 – c. 780               | Constantin V                                     | Patrikios, ardent iconoclaste et proche assistant de Constantin V, il exerce la fonction jusqu'au début de la régence d'Irène l'Athénienne. | [ 23 ] |
| Bardanios                | c. 795/796                    | Irène l'Athénienne                               | Patrikios, probablement le même que Bardanès Tourkos. | [ 24 ] |
| Nicétas Triphyllios      | c. 797/798 – c. 802           | Irène l'Athénienne                               | Patrikios, il soutient l'eunuque Aétios ainsi que l'usurpation de Nicéphore Ier, mais meurt peu après, peut-être empoisonné sur ordre de ce dernier. | [ 24 ] |
| Étienne                  | c. 811                        | Nicéphore Ier                                    | Il survit à la désastreuse bataille de Pliska et parvient à assurer la succession du fils de Nicéphore, Staurakios avant de soutenir Michel Ier Rhangabé. Il est démis de ses fonctions par Léon V l'Arménien à son accession au trône en 813. | [ 24 ] |
| Pierre                   | ?                             | Nicéphore Ier                                    | Fils d'un patrikios et patrikios lui-même, tout ce qui est connu à son sujet est qu'il est nommé par Nicéphore et qu'il est fait prisonnier lors de la bataille de Pliska, avant de devenir moine. | [ 24 ] |
| Manuel l'Arménien        | 830 – ?                       | Théophile                                        | Général expérimenté, il reçoit la charge en même temps que le titre de magistros lorsqu'il revient après avoir fait défection en faveur des Arabes. Il participe alors à plusieurs campagnes contre ceux-ci. Il meurt peut-être en 838 à la suite de la bataille d'Anzen, bien que certaines sources affirment qu'il est en vie longtemps après. | ,      |
| Bardas                   | 858–866                       | Michel III                                       | Oncle de Michel III, il est fait magistros et domestique des Scholes après le bannissement de l'impératrice douairière Théodora. Promu kouropalatēs puis Caesar, ce régent virtuel de l'empire exerce rarement ses fonctions militaires, qu'il délègue à son fils Antigone et à son frère Petronas. | [ 27 ] |
| Petronas                 | 863–865                       | Michel III                                       | Oncle de Michel III et général actif, il exerce le haut commandement à la place de son frère Bardas. Il parvient au domesticat et au rang de magistros à la suite de sa victoire contre les Arabes lors de la bataille de Poson. | [ 27 ] |
| Antigone                 | 865–866                       | Michel III                                       | Fils du Caesar Bardas, il reçoit le domesticat à titre honorifique dès l'âge de 9 ou 10 ans. Il succède à son oncle Petronas à sa mort, mais ne peut prévenir le meurtre de son père par Basile le Macédonien et perd sa charge à la suite. | [ 28 ] |
| Marianos                 | ?                             | Basile Ier                                       | Frère de Basile Ier, tout ce qui est connu de lui est qu'il est inhumé au couvent Sainte-Euphémie. | [ 28 ] |
| Christophe               | 870s                          | Basile Ier                                       | Beau-fils de Basile Ier et magistros, il mène les forces byzantines à la victoire contre les Pauliciens lors de la bataille de Bathys Ryax. | [ 28 ] |
| André le Scythe          | c. 880 – 883, 883 – après 887 | Basile Ier                                       | D'origines inconnues, il est nommé domestique et patrikios à la suite de ses exploits contre les Arabes. Démis à la suite d'intrigues de cour, il retrouve sa charge après la défaite de son successeur face aux Arabes, et la conserve jusqu'au début du règne de Léon VI le Sage, probablement jusqu'à sa mort vers 887. | ,      |
| Cesta Stypiotès (en)     | 883                           | Basile Ier                                       | Probablement originaire de Stypion, il est vaincu et peut-être tué près de Tarse par Yazaman al-Khadim (en). | [ 31 ] |
| Nicéphore Phocas l'Aîné  | c. 887 – 895/896              | Léon VI le Sage                                  | Célébré pour ses exploits en Italie méridionale, il est élevé au domesticat après la mort d'André le Scythe. Il l'exerce, principalement en Orient, probablement jusqu'en 895. | ,      |
| Léon Katakalon           | 896 – 900s                    | Léon VI le Sage                                  | Commandant de la garde du palais et parent du patriarche Photios, il tombe brièvement en disgrâce au début du règne de Léon, avant d'être rappelé. Il mène l'armée byzantine lors de la désastreuse bataille de Bulgarophygon. Il conserve sa charge jusqu'au début des années 900. | ,      |
| Andronikos Doukas        | c. 904–906                    | Léon VI le Sage                                  | Il accède au domesticat avant ou après une victoire sur les Arabes à Germanicée en 904. Il est démis à la suite des intrigues de l'eunuque Samonas. Il s'enfuit chez les Arabes, où il meurt en captivité vers 910. | ,      |
| Grégoras Ibéritzès (en)  | c. 906                        | Léon VI le Sage                                  | Il apparaît en 906, lorsqu'il est envoyé contre la forteresse tenue par Andronikos Doukas et sa famille. Apparenté aux Doukas, il participe à la tentative d'usurpation de Constantin Doukas en 913 ; il est tonsuré et exilé. | [ 36 ] |
| Constantin Doukas        | ? – 913                       | Léon VI le Sage                                  | Fils d'Andronikos Doukas, il échappe à la captivité chez les Arabes et est rétabli à un haut rang militaire par Léon VI. En 913, comme domestique des Scholes, il tente d'usurper le trône du fils de Léon VI, Constantine VII, mais échoue et est tué. | ,      |
| Léon Phocas              | ? c. 913 – 919                | Léon VI le Sage, Constantin VII Porphyrogénète   | Léon est une première fois domestique sous Léon VI, puis une seconde fois, avec le rang de magistros, pendant presque toute la régence de l'impératrice Zoé. Il mène les forces byzantines lors de la désastreuse bataille d'Anchialos en 917. Le domesticat lui est repris par Constantin VII à la demande du patriarche Nicolas Mystikos. Il est ensuite écarté de la lutte pour le contrôle du trône par Romain Lécapène. Ayant lancé une révolte infructueuse, il est capturé et aveuglé. | [ 38 ] |
| Jean Garidas (en)        | 919                           | Constantin VII Porphyrogénète                    | Officier âgé de l'Hétairie, il remplace Léon Phocas en 919. | [ 39 ] |
| Adralestos (en)          | c. 920                        | Romain Ier Lécapène                              | Il est domestique au début du règne de Romain Ier. | [ 39 ] |
| Pothos Argyre            | 920/921–922                   | Romain Ier Lécapène                              | Il remplace Adralestos à sa mort. Il prend part à la bataille de Pegae (922), dont il réchappe. | [ 39 ] |
| Jean Kourkouas           | 922–944                       | Romain Ier Lécapène                              | Très proche de Romain Ier, il occupe le domesticat pendant 22 ans et 7 mois. Il mène de nombreuses campagnes contre les Arabes, conduisant à la conquête de Mélitène et à la récupération du Mandylion d'Édesse. Il est démis lorsque les fils de Romain Ier déposent celui-ci en décembre 944. | ,      |
| Léon Argyre              | ?                             | Romain Ier Lécapène (?)                          | Frère cadet de Pothos Argyre, il est commandant militaire sous Léon VI. Si l'on sait qu'il est magistros et domestique, on ignore quand. Rodolphe Guilland pointe soit vers les premières années du règne de Romain Ier, soit après sa chute. | [ 42 ] |
| Pantherios               | 944–945                       | Étienne Lécapène et Constantin Lécapène          | Nommé pour remplacer Jean Kourkouas par les fils de Romain Ier, il ne reste en place que jusqu'à la prise de pouvoir de Constantin VII. | [ 43 ] |
| Bardas Phocas l'Ancien   | 945–954                       | Constantin VII Porphyrogénète                    | Éminent général et frère de Léon Phocas, il est écarté sous Romain Ier. Il soutient Constantin VII contre les Lécapène et est nommé magistros et domestique en retour. Il est cependant défait à plusieurs reprises par Ali Sayf al-Dawla et est remplacé par son fils Nicéphore en 954. Lorsque ce dernier accède au trône, il le fait Caesar. | [ 44 ] |
| Nicéphore Phocas         | 954–963                       | Constantin VII Porphyrogénète                    | Il succède à son père au domesticat et remporte plusieurs succès face aux Arabes : sac d'Adata en 957, reconquête de la Crète en 960–961, victoires contre les Hamdanides en 962–963. En 963, à la suite de la mort de Romain II, il monte sur le trône. Il est assassiné en 969 par Jean Tzimiskès. | ,      |
| Léon Phocas le Jeune     | 959–963                       | Romain II                                        | Frère cadet de Nicéphore II, il occupe de hauts grades militaires sous Constantin VII, tandis que Romain II le nomme premier domestique d'Occident. En 960–961, il remplace son frère en Orient durant la campagne crétoise et défait Sayf al-Dawla. Lorsque Nicéphore monte sur le trône, il le fait kouropalatēs. À la suite du meurtre de son frère, il conspire à plusieurs reprises contre Tzimiskès et finit aveuglé et exilé.                                                          | ,      |
| Jean Tzimiskès           | 963 – ?                       | Nicéphore II Phocas                              | Neveu et proche assistant de Nicéphore Phocas, il est promu domestique d'Orient lors de l'accession au trône de ce dernier, avant d'être démis. Il assassine Nicéphore II en décembre 969 et devient empereur jusqu'à sa mort en 976. | ,      |
| Romain Kourkouas         | 963 – ?                       | Nicéphore II Phocas                              | Fils de Jean Kourkouas et apparenté à Nicéphore Phocas, il est probablement promu domestique d'Occident lors de l'accession au trône de ce dernier. | [ 41 ] |
| Mélias                   | c. 972–973                    | Jean Ier Tzimiskès                               | Apparenté au célèbre stratēgos du début du Xe siècle du même nom, il est domestique d'Orient. Il mène une campagne en Haute Mésopotamie en 972–973 et est capturé lors du siège d'Amida. | ,      |
| Bardas Phocas le Jeune   | 978–987                       | Basile II                                        | Héritier des ambitions impériales des Phocas, il se rebelle contre Tzimiskès mais est vaincu par Bardas Sklèros et emprisonné. Libéré, il devient domestique d'Orient en 978 pour combattre la rébellion de Sklèros contre Basile II. Il vainc Sklèros mais se rebelle à son tour en 987 contre Basile et meurt lors d'une bataille à Abydos en avril 989. | [ 52 ] |
| Étienne Kontostephanos   | c. 986                        | Basile II                                        | Domestique d'Occident durant la campagne bulgare, il est en partie responsable de la défaite lors de la bataille des Portes de Trajan. | [ 53 ] |
| Nicéphore Ouranos        | 996–999                       | Basile II                                        | Confident de Basile II et général doué, il est fait « maître de tout l'Occident » pour contrer les déprédations du tsar Samuel de Bulgarie, qu'il défait de manière décisive lors de la bataille de Spercheios en 997. En 999, il est envoyé en Orient comme doux d'Antioche, où il renforce la frontière syrienne et remporte quelques succès contre les Fatimides. | ,      |
| Nicolas                  | 1025–1028, 1042–1044 (?)      | Constantin VIII Zoé Porphyrogénète               | Un des eunuques favoris de Constantin VIII, il est nommé proedros, parakoimōmenos et domestique des Scholes, bien que ce ne soit juridiquement pas possible dans ce dernier cas. Démis par Romain III Argyre, Zoé le fait domestique d'Orient en 1042. Il mène la défense lors du raid rus' de 1043 et mène campagne sans succès en Arménie, avant d'être libéré de sa charge. | [ 55 ] |
| Syméon                   | 1030 – ?                      | Romain III Argyre                                | Un des eunuques favoris de Constantin VIII, il est nommé proedros et drongaire de la garde. Il joue un rôle majeur dans la montée sur le trône de Romain III et reçoit le domesticat d'Orient en 1030. | [ 56 ] |
| Constantin               | 1037–1041 1041–1042           | Michel IV Michel V                               | Frère eunuque de Michel IV, il est nommé doux d'Antioche vers 1034/1035 et devient domestique d'Orient en 1037. Rencontrant peu de succès, il fait l'objet d'une vaine conspiration en 1040. Après la mort de Michel, il est révoqué et exilé par Zoé. Son neveu Michel V lui rend sa fonction et le promeut nōbelissimos, mais il est aveuglé et exilé après la déposition de ce dernier. | ,      |
| Constantin Kabasilas     | 1042 – ?                      | Zoé Porphyrogénète                               | L'un des meneurs de la révolte contre Michel V, il est nommé « doux d'Orient » par Zoé. | [ 59 ] |
| Constantin Arianitès     | c. 1048–1050                  | Constantin IX                                    | General distingué, il est mentionné comme « maître [des troupes] d'Occident » lors des campagnes contre les Petchénègues. Il est tué devant Adrianople en 1050. | [ 60 ] |
| Théodore                 | 1054–1057                     | Théodora Porphyrogénète                          | Eunuque confident de l'impératrice, il devient domestique d'Orient et proedros, envoyé en Orient combattre les Turcs. Chargé de mâter la rébellion d'Isaac Comnène, il est défait lors de la bataille de Petroe. | [ 61 ] |
| Jean Comnène             | 1057 – ?                      | Isaac Ier Comnène                                | Frère cadet d'Isaac Ier, il est nommé kouropalatēs et « grand domestique » par celui-ci. Ce dernier titre est probablement un anachronisme des sources ultérieures, à la place de « domestique des Scholes d'Occident ». | [ 62 ] |
| Philaretos Brakhamios    | c. 1068 – c. 1071 1078 – ?    | Romain IV Diogène Nicéphore III Botaniatès       | Noble arménien, il est fait domestique d'Orient par Romain IV, est probablement démis par Michel VII et réinstallé par Nicéphore III. | [ 62 ] |
| Andronic Doukas          | c. 1072                       | Michel VII Doukas                                | Fils aîné du Caesar Jean Doukas, prōtoproedros et prōtovestiarios, il est fait domestique d'Orient pour lutter contre l'empereur déposé Romain IV. | [ 63 ] |
| Isaac Comnène            | c. 1073                       | Michel VII Doukas                                | Fils du kouropalatēs Jean Comnène, il est nommé domestique et envoyé contre les Turcs mais est vaincu et capturé. | [ 63 ] |
| Alexis Comnène           | 1078–1081                     | Nicéphore III Botaniatès                         | Neveu d'Isaac Ier, il est nommé domestique d'Occident pour combattre les révoltes de Nicéphore Bryenne et de Nicéphore Basilakios. En 1081, il dépose Nicéphore III et devient empereur jusqu'à sa mort en 1118. | [ 64 ] |
| Grégoire Pakourianos     | 1081–1086                     | Alexis Ier Comnène                               | Nommé « grand domestique d'Occident » après l'accession d'Alexis au trône, il est tué lors d'une bataille en 1086. Rodolphe Guilland en fait le premier grand domestique officiel. | [ 65 ] |
| Adrien Comnène           | 1086 – après 1095             | Alexis Ier Comnène                               | Frère cadet d'Alexis Ier, il succède à Pakourianos comme « grand domestique d'Occident » en 1086. | [ 66 ] |
| Alexis Gidos             | c. 1185 c. 1194               | Andronic Ier Comnène Isaac II Ange               | Il est mentionné comme « grand domestique d'Occident » en 1185, et domestique d'Occident en 1194, lorsqu'il mène l'armée byzantine à la désastreuse bataille d'Arcadiopolis (en) en 1194. | [ 67 ] |
| Basile Vatatzès          | après 1185–1194               | Isaac II Ange                                    | Marié à une nièce d'Isaac II, domestique d'Orient et doux des Thracésiens, il réprime la révolte de Théodore Mancaphas en 1189. En 1193, il est domestique d'Occident à Adrianople. Il est tué à Arcadiopolis en 1194. | [ 68 ] |
| Tzamplakon               | ?                             | Jean III Doukas Vatatzès                         | Père d'Alexis Tzamplakon et premier membre notable de la famille, il détient la charge sous le règne de Jean III (r. 1222–1254). | [ 69 ] |
| Théodote Kalothètos (en) | c. 1254/1258                  | Jean III Doukas Vatatzès ou Théodore II Lascaris | Il exerce la fonction d'après une lettre de Théodore II Lascaris (r. 1254–1258) qui lui est adressée. En 1259, il est gouverneur du thème des Thracésiens. | [ 69 ] |
| Ferran d'Aunés (en)      | c. 1304                       | Andronic II Paléologue                           | Mercenaire catalan, il est fait domestique des Scholes et entre dans la noblesse byzantine. | [ 69 ] |
| Manuel Doukas Lascaris   | c. 1320                       | Andronic II Paléologue                           | Il est le dernier détenteur connu de la fonction, mentionné en 1320 comme domestique des Scholes d'Occident et gouverneur de Thessalonique. | [ 70 ] |